# Titeuf

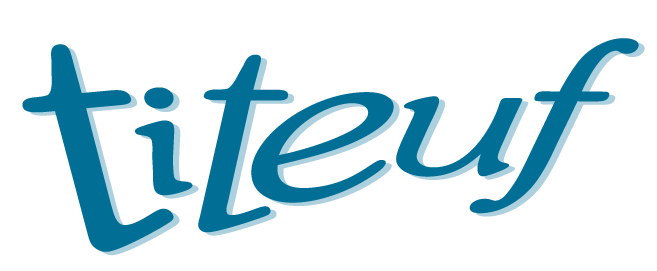

Titeuf, és personatge de ficció de còmic que mostra la vida d'un nen amb tocs humorístics, va ser creat pel dibuixant suís Philippe Chappuis Zep el 1992. El seu succés va incitar a la creació d'una sèrie de dibuixos animats que es basa en el personatge; En aquesta sèrie té una edat d'entre vuit i deu anys, segons la temporada. En els diferents episodis va descobrint els misteris del món adult amb un punt de vista ingenu. També han aparegut diversos videojocs que emulen les seves aventures. La família, els professors i la colla d'amics són els secundaris que acompanyen Titeuf i que li fan viure experiències pròpies de la seva edat. Escrit en francès, el còmic ha esdevingut un best-seller i s'ha traduït en occità i diversos criolls.